# 12678 Gerhardus
12678 Gerhardus eller 1981 EQ20 är en asteroid i huvudbältet som upptäcktes den 2 mars 1981 av den amerikanska astronomen Schelte J. Bus vid Siding Spring-observatoriet. Den är uppkallad efter Joerg Gerhardus.